# آرندو
آرندو (به اسپانیایی: Arnedo) یک دهستان در اسپانیا است که در استان لاریوحا واقع شده‌است. آرندو ۸۵٫۴۰ کیلومتر مربع مساحت و ۱۴٬۵۵۹ نفر جمعیت دارد و ۵۵۰ متر بالاتر از سطح دریا واقع شده‌است.

## خواهرخوانده
شهرهای پارتونی، الدا و Andosilla خواهرخوانده‌های آرندو هستند.